# انتخابات الرئاسة البوركينابية 1998
انتخابات الرئاسة البوركينابية 1998 هي الانتخابات الرئاسية التي جرت في 1998، فاز بالانتخابات بليز كومباوري.